# Andrew Grieve
Pour les articles homonymes, voir Grieve.
Andrew Grieve est un réalisateur et scénariste britannique 28 novembre 1939 à Cardiff (Royaume-Uni).

## Filmographie

### comme réalisateur
- 1973 : Warship (série TV)
- 1987 : On the Black Hill
- 1987 : Suspicion (TV)
- 1990 : Lorna Doone (TV)
- 1992 : The Big Battalions (feuilleton TV)
- 1993 : All or Nothing at All (TV)
- 1996 : Letters from the East
- 1997 : Original Sin (TV)
- 1998 : Hornblower: The Even Chance (TV)
- 1998 : Hornblower: The Examination for Lieutenant (TV)
- 1999 : Hornblower: The Duchess and the Devil (TV)
- 1999 : Hornblower: The Frogs and the Lobsters (TV)
- 2001 : Hornblower: Mutiny (TV)
- 2001 : Hornblower: Retribution (TV)
- 2003 : Hornblower: Loyalty (TV)
- 2003 : Hornblower: Duty (TV)

### comme scénariste
- 1987 : On the Black Hill